# Björnsjön (Ströms socken, Jämtland)
Björnsjön är en sjö i Strömsunds kommun i Jämtland och ingår i Ångermanälvens huvudavrinningsområde. Sjön har en area på 0,2 kvadratkilometer och ligger 359,4 meter över havet. Sjön avvattnas av vattendraget Björnsjöbäcken.

## Delavrinningsområde
Björnsjön ingår i det delavrinningsområde (709299-147627) som SMHI kallar för Utloppet av Björnsjön. Medelhöjden är 385 meter över havet och ytan är 1,8 kvadratkilometer. Det finns inga avrinningsområden uppströms utan avrinningsområdet är högsta punkten. Björnsjöbäcken som avvattnar avrinningsområdet har biflödesordning 3, vilket innebär att vattnet flödar genom totalt 3 vattendrag innan det når havet efter 207 kilometer. Avrinningsområdet består mestadels av skog (86 procent). Avrinningsområdet har 0,2 kvadratkilometer vattenytor vilket ger det en sjöprocent på 11,2 procent.